# The Covenant, The Sword, and the Arm of the Lord
The Covenant, The Sword, and the Arm of the Lord (CSA) (englisch für: Der Bund, das Schwert und der Arm des Herrn) war eine radikale US-amerikanische Organisation aus der Christian-Identity-Bewegung.

## Geschichte
Die Organisation wurde 1971 in der kleinen Gemeinde Elijah im südlichen Missouri gegründet. Gründer war der Polygamist James Ellison. Dieser war zusammen mit seinem späteren „Hohenpriester“ Kerry Edlen in einem Bundesgefängnis inhaftiert. Robert G. Millar, Gründer des radikal-christlichen privaten Gemeinwesens Elohim City im Osten Oklahomas, wurde zu einem der Seelsorger Ellisons. Ellison wurde weiterhin beeinflusst von Richard Girnt Butler von den Aryan Nations und von Robert Miles, Gründer von The Mountain Church in Cohoctah (Michigan). Die beiden Rechtsextremen praktizierten die Theologie der christlichen Identität, eine Religion, die die Federal Bureau of Investigation (FBI) auf ihrer Merkliste als „extremistische Religion“ führt. Ellison hatte enge Beziehungen zum Ku Klux Klan und der Sektion Nord-Idaho der Aryan Nations, in Hayden Lake (Idaho). Diese Gruppe wurde von Richard Butler angeführt, der sich selbst als „der Leim der Aryan-Nations-Bewegung“ beschrieb. Die Northwest Joint Terrorism Task Force beobachtete ihn.
Miles hatte eine sehr aktive Gefängnisseelsorge und einen Newsletter im Gefängnis betrieben. Vor allem hatte er engen Kontakt zu gewalttätigen, rassistischen Gruppen, insbesondere zu der Aryan Brotherhood. Nachdem Ellison aus dem Gefängnis entlassen worden war, zog er nach Elohim City, wo er Millars Enkelin heiratete.
Ellison, Noble und der ganze Ältestenrat bei der CSA, waren stark von externen Quellen beeinflusst. Es war dieser Rat, der aus neuen Männern bestand, der die spirituelle und politische Richtung der CSA-Aktivitäten bestimmte.

## Weltanschauung
Die Gruppe war fest von der Ideologie der weißen Vorherrschaft überzeugt. Sie war stark antisemitisch. Wie andere prominente antisemitische Verschwörungsgruppen bezeichneten sie die Regierung der Vereinigten Staaten als ZOG (Zionist Occupied Government). Die CSA glaubte, der Weltuntergang stünde unmittelbar bevor.

## Operationen
Das 224 Acre große Gelände in Elijah wurde für die Mitglieder der CSA zum Lebensmittelpunkt. Dort wurden die Mitglieder in paramilitärischen Operationen geschult. Der militärische Führer, der den Namen Randall Rader während seines Aufenthalts im CSA verwendete, verließ die Gruppe in einem Zerwürfnis mit Ellison und schloss sich der neu entstehenden Gruppe The Order in Idaho an. Die CSA erklärte, dass die Regierung der Vereinigten Staaten an ihrer eigenen Korruption zugrunde gehen würde, während The Order die Revolution befürwortete.
Die CSA trainierte auf dem Gelände den Häuserkampf und das Ermorden von potenziellen Feinden. Eines der Mitglieder hatte eine besondere Lizenz, bestimmte Waffen zu kaufen. Der Großteil des Waffenarsenals war jedoch gestohlen.
Später berichtete das Bureau of Alcohol, Tobacco, Firearms and Explosives (ATF), dass man neben 155 Krugerrand eine Panzerabwehrrakete, C4-Sprengstoff in erheblichen Mengen und etliche automatische Schusswaffen und Schrotflinten gefunden hatte.
1983 wollten die CSA-Mitglieder William Thomas, Richard Wayne Snell und Steven Scott eine Gas-Pipeline in die Luft sprengen, allerdings ohne Erfolg. Die Mitglieder reisten meist mit gestohlenen Fahrzeugen herum, wie man später erfuhr. Nachdem das mutmaßliche Mitglied Richard Wayne Snell einen afroamerikanischen Polizeibeamten ermordet hatte, wurde er festgenommen. Es stellte sich heraus, dass er bereits 1981 im Rahmen eines Raubüberfalls einen Ladenbesitzer ermordet hatte. Man kam auch Kent Yates auf die Spur, der Waffen für die CSA selbst hergestellt und modifiziert hatte. Das FBI beobachtete die CSA nun genauer und platzierte einen Insider in der Organisation.

## Die Belagerung am 19. April 1985
Das Bureau of Alcohol, Tobacco, Firearms and Explosives rückte mit 300 als Angler getarnten Beamten in Elijah ein. Sie umstellten Elohim City und forderten die Bewohner auf, sich zu ergeben, was diese auch taten.

## Verurteilungen
Die Führungsmitglieder wurden zu mehrjährigen Haftstrafen verurteilt. Dabei gelang es einigen Deals abzuschließen im Gegenzug zu Aussagen gegen Mitglieder der Aryan Brotherhood. Richard Wayne Snell wurde wegen zweifachen Mordes zum Tode verurteilt. Das Urteil wurde am 19. April 1995 durch die Giftspritze vollstreckt.

## In der Kultur
- Jessica Stern schrieb über Kerry Noble in ihrem Buch Terror in the Name of God.
- Jim Ellison drehte 1984 die Dokumentation The Jupiter Menace.
- Der Spielfilm Verraten (1988) beschreibt die Infiltration einer ländlichen rechtsradikalen Gruppe durch eine FBI-Agentin.